# بيلا لوغوسي
بيلا فيرينتس ديجو بلاشكو (بالإنجليزية: Bela Lugosi)‏ Béla Ferenc Dezső Blaskó (ولد 20 أكتوبر 1882 – توفي 16 أغسطس 1956)، المعروف باسمه الفني بيلا لوغوسي، هو ممثل مجري أمريكي راحل، اشتهر بتصويره دور الكونت دراكولا في فيلم دراكولا عام 1931 ولأدواره في أفلام الرعب الأخرى المختلفة.
لعب لوغوسا أدوارا صغيرة على المسرح في موطنه المجر قبل أن يمثل فيلمه الأول عام 1917، لكنه اضطر لترك البلاد بعد الثورة المجرية الفاشلة عام 1919. قام بأدوار في عدة أفلام في جمهورية فايمار قبل أن يعبر الأطلسي ويصل إلى أمريكا كبحار على سفينة تجارية.
في عام 1927، لعب دور الكونت دراكولا في اقتباس برودواي من رواية برام ستوكر، حيث ظهرت موهبته نحو أفلام هوليود الناطقة الجديدة. وظهر في فيلم دراكولا الكلاسيكي عام 1931 ومن إنتاج يونيفرسال.
خلال الثلاثينات، احتل لوغوسي موقعا مهما في أفلام الرعب الشعبية، والتي تدور أحداثها في أوروبا الشرقية، لكن لكنته المجرية ضيقت على ذخيرته الفنية، وحاول عبثا أن يتجنب الأدوار النمطية. وكان يتم جمعه في أحيان كثيرة مع بوريس كارلوف، الذي كان بإمكانه أن يطالب بوضع اسمه أولا. وما زاد من إحباطه أنه ظل يلعب الأدوار البسيطة، بينما ظل الأستوديو يضع اسمه على الملصقات للاستفادة منه. ومن بين أدواره مع كارلوف، فلم يلعب أدوارا كبرى إلا في أربعة أفلام هي: القطة السوداء (1934)، الغراب (1935)، وابن فرانكشتاين (1939)، وفي فيلم الغراب تم وضع اسم كارلوف أولا رغم أن لوغوسي كان يؤدي الدور الرئيسي.
بهذا الوقت، كان لوغوسي يتعاطى دواء منتظما لإلتهاب العصب الوركي، فأصبح مدمنا على المورفين والميثادون. لاحظ المنتجون تعاطيه للمخدرات، وتضاءلت العروض في النهاية إلى أن قبل ببضعة أدوار في أفلام إد وود منخفضة الميزانية.
تزوج لوغوسي خمس مرات، له ابن واحد هو بيلا جورج لوغوسي.

## بدايات حياته

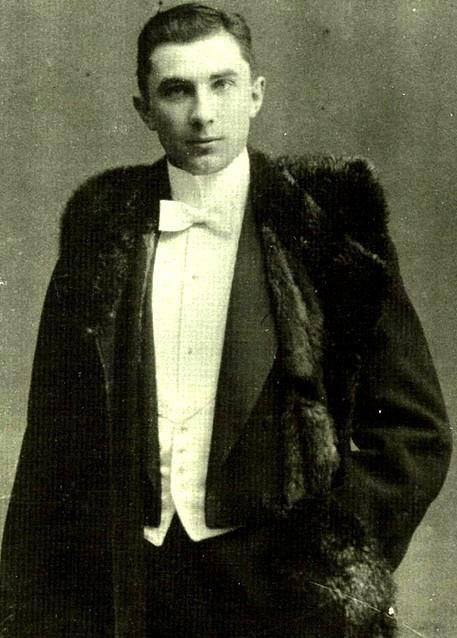
لوغوسي في عمر 18

كان لوغوسي الأصغر من أربعة أطفال، واسمه عند الولادة هو بيلا فيرينتس ديجو بلاشكو، وولد في مدينة لوغوش في مملكة المجر (وهي الآن لوغوج في رومانيا)، وأمه هي بولا دي فوينيخ وأبه هو مصرفي يدعى استفان بلاشكو. واتخذ اسمه الأخير لاحقا من مدينته الأصلية. وتربى هو وشقيقته فيلما في عائلة كاثوليكية. وترك لوغوسي المدرسة في عمر 12 سنة. ومن المحتمل أنه بدأ التمثيل عام 1901 أو 1902. وأول أدواره المعروفة كان في المسارح الإقليمية في موسم 1903-1904، حيث لعب أدوارا صغيرة في عدة مسرحيات وتمثيليات موسيقية. انتقل إلى مسرحيات شكسبير ولعب وأدوار رئيسية أخرى. انتقل بعدها إلى بودابست عام 1911، حيث لعب عشرات الأدوار بالمسرح الوطني المجري في الفترة بين عامي 1913-1919. ورغم أن لوغوسي زعم لاحقا بأنه «أصبح الممثل البارز للمسرح الوطني المجري الملكي»، فقد كانت كل أدواره تقريبا صغيرة أو مساندة.
خدم لوغوسي في الحرب العالمية الأولى، وكان ملازم مشاة في الجيش النمساوي المجري من عام 1914 إلى 1916. هناك ترفى لرتبة نقيب في دورية المزلاج ومنح وساما عن الجروح التي عانى منها وهو يقاتل على الجبهة الروسية.
اضطر لوغوسي، بسبب نشاطاته في نقابة الممثلين في المجر خلال الثورة المجرية عام 1919، أن يهرب من وطنه. ذهب إلى فيينا أولا وبعد ذلك استقر في برلين في لانغستراسه حيث استمر بالتمثيل. في النهاية، سافر إلى نيو أورليانز في لويزيانا حيث عمل بين طاقم سفينة تجارية. اتخذ اسم لوغوسي عام 1903، كتشريف لمدينته الأم.

## مسيرته

### الأفلام الأولى
كان ظهور لوغوسي الأول في السينما في فيلم Az ezredes (العقيد، 1917). وعندما ظهر في الأفلام الصامتة في المجر، اتخذ اسما فنيا هو أريستيد أولت. مثل لوغوسي في 12 فيلم في المجر بين عامي 1917 و1918 قبل أن يتوجه إلى ألمانيا. بعد انهيار جمهورية بيلا كون المجرية السوفيتية في 1919، أصبح اليساريون والنقابيون في موقف ضعيف. تم حرمان لوغوسي من التمثيل بسبب اشتراكه في تشكيل نقابة الممثلين. بدأ بالظهور في عدد صغير من الأفلام الناجحة في منفاه في ألمانيا، ومنها Auf den Trummern des Paradieses ("على حافة الجنة” عن رواية كارل ماي)، Die Todeskarawane ("قافلة الموت”)، أمام الممثلة اليهودية دورا غيرسون (التي قتلت في أوشفيتز). ترك لوغوسي ألمانيا في أكتوبر 1920 بنية الهجرة إلى الولايات المتحدة، ودخل البلاد عن طريق نيو أورلينز في ديسمبر 1920. وذهب إلى نيويورك حيث تم فحصه قانونيا للهجرة في جزيرة أليس في مارس 1921. أعلن في عام 1928 نيته بأن يصبح مواطنا أمريكيا، وتم تجنيسه في 26 يونيو 1931.
عند وصوله إلى أمريكا، عمل لوغوسي كفراش لفترة من الزمن، ثم دخل المسرح في مستوطنة المهاجرين المجريين في مدينة نيويورك. وشكل مع زملائه الممثلين المجريين شركة مساهمة صغيرة قامت بجولات في المدن الشرقية، وعرضت المسرحيات للمشاهدين المهاجرين. ثم مثل مسرحيته الأولى على برودواي في عام 1922، وكانت بعنوان الخشخاش الأحمر. وقام بثلاثة أدوار أخرى بين عامي 1925-1926، ومنها عرض لخمسة شهور لمسرحية الخيال الكوميدي، الشيطان في الجبن. في 1925، ظهر بدور شيخ عربي في مسرحية أرابسك التي عرضت في بوفالو، نيويورك في مسرح تيك قبل انتقاله إلى برودواي. دور السينمائي الأمريكي الأول جاء في فيلم القيادة الصامتة عام 1923. وتلاها عدد من الأدوار الصامتة، كان بدور الشرير أو الأجنبي، وكلها أنتجت في منطقة نيويورك.

### دراكولا

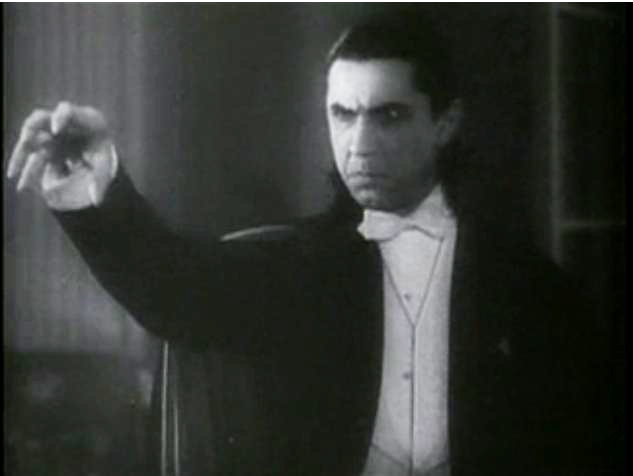
لوغوسي في دور دراكولا عام 1931

عرض على لوغوسي في صيف 1927 أن يمثل في نسخة برودواي عن رواية دراكولا التي اقتبسها قبل هاملتون دين وجون بولدرستون. إنتاج هوراس Liveright حقق الإنتاج نجاحا كبيرا، وعرض 261 مرة قبل يعرض في جولات. ودعي إلى هوليود لتمثيل الشخصية في الأفلام الناطقة الحديثة.
رغم أن لوغوسي تلقى المديح على المسرح، فلم يكن اختيار يونيفرسال الأول لدور دراكيولا عندما حصلت الشركة على حقوق نقل مسرحية دين وبدأت الإنتاج عام 1930. سرت إشاعة أن لون تايني الأب، الذي تعاون مع تود براونينغ طويلا، كان الاختيارا الأول، وأن لوغوسي اختير فقط لأن تشايني مات قبل الإنتاج بقليل. لكن هذه الشائعة محل شك فيه، لأن تشايني وقع عقدا طويل المدى مع مترو جولدوين مير عام 1925، وتفاوض على عقد جديد ومربح قبل موته مباشرة.
عمل تشايني وبراونينغ سوية على عدة مشاريع (منها أربعة من آخر خمسة مشاريع لتشايني)، لكن براونينغ اختير في آخر دقيقة لإخراج النسخة السينمائية لدراكيولا بعد موت المخرج بول ليني، التي اعتزم إخراج المشروع. في عام 1927، قبل لوغوسي الدور الفخري في المسرحية الأمريكية لدراكيولا، وهي مستندة على رواية برام ستوكر.
لم يكن تصوير لوغوسي مثل أي تصوير قبله. يث كان دراكولا غامضا ووسيما وفاتنا، بحيث أن الجمهور مشاهدون شهق عندما فتح فمه للكلام. بعد عرض استمر نصف سنة على برودواي، تجول دراكيولا في الولايات المتحدة إلى وتلقى المديح من النقاد في فترة 1928-1929. كان تصويره لدراكولا ناجحا عندما قررت يونيفرسال أن تحول الرواية إلى فيلم. حقق الفيلم نجاحا كبيرة جدا وخلد صورة دراكيولا بشكل لوغوسي.
رغم أن عدة ممثلين لعبوا دور دراكيولا بعده، فإن محبي مصاصي الدماء جعلوا لوغوسي كمرادف مع الشخصة، وأهم الأسباب لأن الممثل في الحقيقة قد ولد في ترانسيلفانيا. كانت أعمال لوغوسي قد جعلته نجم أفلام الرعب، وكان بوريس كارلوف وبيتر لور منافساه الحقيقيين والوحيدين في هوليود. ورغم هذا فقد عبر لوغوسي عن إحباطه لأنه لم يستطع شق طريقه إلى الأصناف السينمائية الأخرى.

## الدور النمطي
صور لوغوسي دور دراكولا بأقل قدر من الماكياج وبصوته الطبيعي ولكنته الثقيلة، لكنه وجد نفسه في أدوار الشرير بأدوار الرعب في أفلام مثل جرائم شارع مورغ، الغراب، وابن فرانكشتاين، والزومبي الأبيض. ورغم أن لكنته كانت جزءا من صورته، فقد ضيقت على الأدوار التي يلعبها.
حاول لوغوسي كسر أدواره النمطية بتقدمه لأدوار أخرى. خسر دور راسبوتين لصالح لايونيل باريمور في راسبوتين والإمبراطورة؛ كما خسر دور سورات خان لصالح هنري جوردن في هجوم اللواء الخفيف؛ ودور المفوض ديمتري غوروتشينكو لصالح باسيل راثبون في فيلم توفاريتش (وهو دور لعبه لوغوسي على المسرح). وكان قد لعب دور الجنرال نيكولاس سترينوفسكي بتروفيتش في البيت الدولي، وهو فيلم كوميديا يعرض مجموعة نجوم منهم دبليو سي فيلدز، جورج برنز، غرايسي ألين، كاب كالواي وروز ماري.
مثل لوغوسي خمسة أفلام مع بوريس كارلوف في شركة يونيفرسال — القطة السوداء، الغراب، الشعاع الخفي، ابن فرانكشتاين، الجمعة السوداء (مع أدوار بسيطة عام 1934 في هدية غاب) وفيلمين مع شركة RKO، أنت ستكتشف وسارق الأجساد. وكان اسم كارلوف يوضع دائما في المقدمة رغم تفاوت حجم أدوارهما. ظل موقف لوغوسي نحو كارلوف موضوعا لعدة تقارير متناقضة، فيزعم البعض بأنه عبر صراحة عن استيائه من نجاح كارلوف وقدرته على الفوز بأدوار جيدة خارج إطار الرعب، بينما رأى آخرون أن الممثلين كانا صديقين، ولو لفترة من الوقت على الأقل. ذكر كارلوف نفسه في مقابلات أن لوغوسي كان مرتابا منه في البداية عندما مثلا معا، حيث اعتقد أنه يحاول التقليل من أهميته. لكن كارلوف قال أنه أثبت له العكس، وعملا معا بتفاهم (ولكن علق البعض أن لوغوسي انزعج لأن كارلوف طلب أخذ استراحة للشاي). ألمح كارلوف أيضا إلى أن منافسه لا يمكنه التمثيل، وزعم أن لوغوسي «لم يتعلم حرفته».
قامت شركة يونيفرسال بمنح لوغوسي دورين بطوليين، في فيلم القطة السوداء بعد أن تم منح كارلوف دور الشرير، وفيلم الشعاع الخفي، كما منح دورا رومانسيا في سلسلة المغامرة، عودة شاندو، لكن مشكلة الأدوار النمطية كانت أكبر من أن تخففها هذه الأفلام.
قدم لوغوسي التماسا ليخرج من إطار أفلام الرعب نحو مدراء طاقم التمثيل مباشرة، وذلك عبر تسجيله في دليل الممثلين عام 1937 والذي نشرته أكاديمية الأفلام، وذكر فيه (أو وكيله) أن فكرة ملاءمته لأفلام الرعب فقط هي «خاطئة».

### مسار مهنته

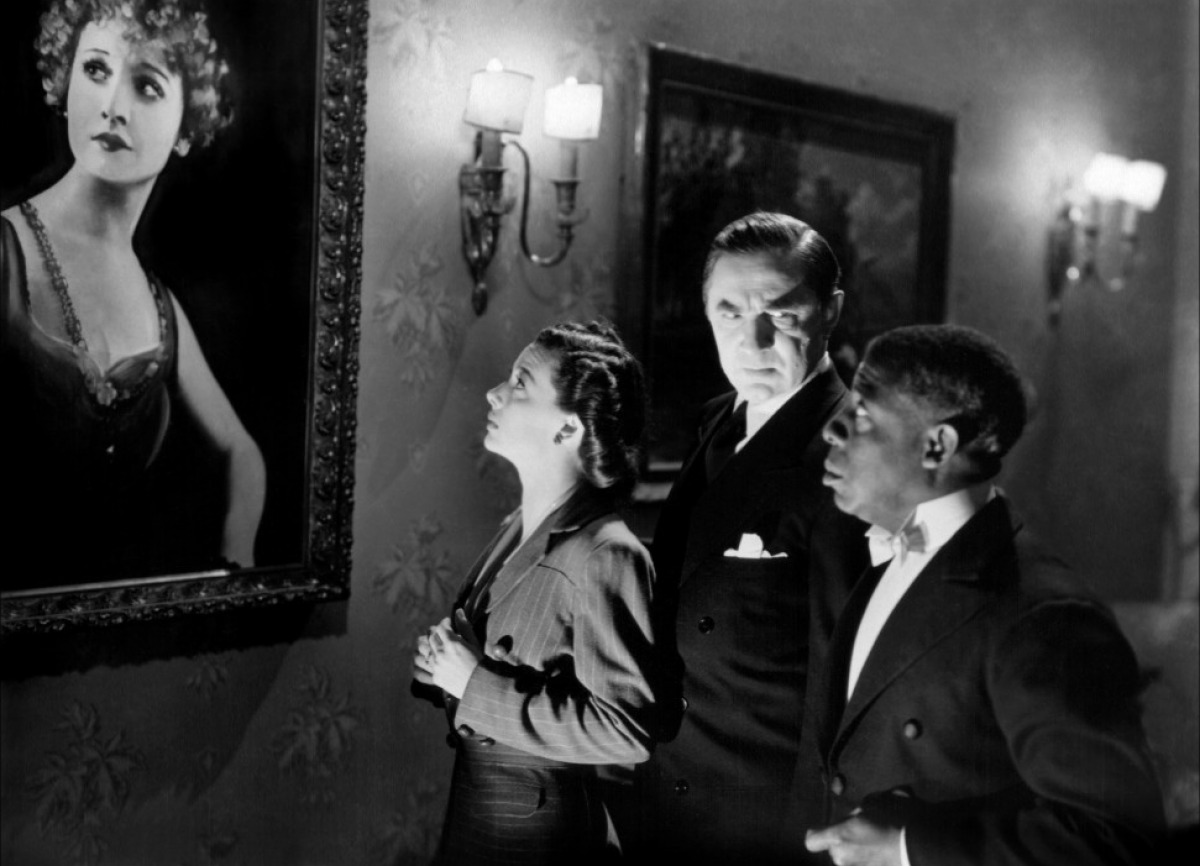
لوغوسي (في الوسط) في فيلم الشبح الخفي

اجتمعت عدة عوامل ضد مسيرة لوغوسي في منتصف الثلاثينات. قامت يونيفرسال بتغيير الطاقم الإداري عام 1936، كما تسبب منع بريطانيا لأفلام الرعب بإسقاط هذه الصنف من جدول إنتاجهم؛ وجد لوغوسي نفسه داخل وحدة أفلام الدرجة الثانية في يونيفرسال، حيث مثل في أدوار صغيرة لمجرد الاستفادة من اسمه فقط. شهد لوغوسي تراجع مسيرته خلال الثلاثينات رغم شعبيته بين الجمهور، فقد كانت يونيفرسال تفضل منافسه كارلوف، وقبل العديد من الأدوار الأساسية من منتجين مستقلين مثل نات ليفاين، سول ليسر، وسام كاتزمان. أشارت هذه الأفلام قليلة الميزانية إلى أن لوغوسي كانت أقل انتقاء من كارلوف في اختيار أفلامه، وإن ساعد هذا الأمر لوغوسي ماليا وليس فنيا. حاول لوغوسي أن يشغل نفسه بالعمل المسرحي، لكنه اضطر لاستدانة المال من صندوق الممثلين لدفع فواتير المستشفى عندما ولد طفله الوحيد، بيلا جورج لوغوسي، عام 1938.
أتته فرصة ثانية عندما شارك في فيلم ابن فرانكشتاين (1939)، حيث لعب دور إيغور، الذي استعمل الوحش لينفذ انتقامه الخاص، وتم وضع الكثير من الماكياج واللحية على وجهه. في نفس السنة لعب لوغوسي دور صغيرا ولكنه مهم في فيلم نينوتشكا مع غريتا غاربو. كان يمكن لهذا الدور الصغير أن يكون نقطة تحول للممثل، لكنه عاد في نفس السنة ليمثل مع شركات خط الفقر في هوليود، ولعب أدوارا رئيسية لصالح سام كاتزمان. ومثل في أفلام الرعب والكوميديا والغموض التي أنتجتها شركة مونوغرام. أما في يونيفرسال، فقد كان يوضع اسمه مقابل لعب أدوار بسيطة. في فيلم الغوريلا (1939) كان يمثل في عرض ثنائي مع باتسي كيلي.

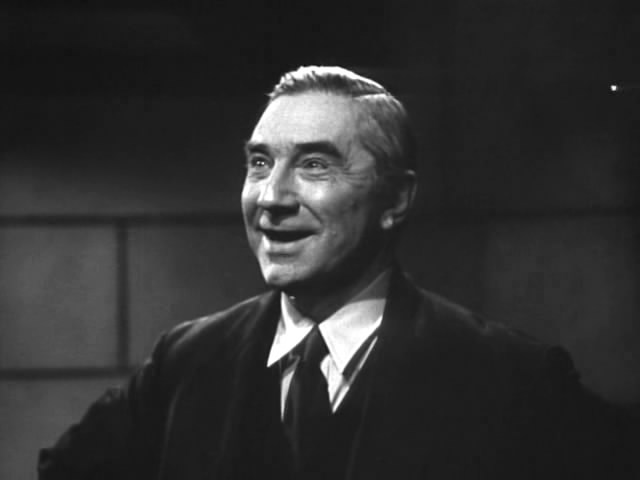
لوغوسي في فيلم الوطواط الشيطان

أصيب لوغوسي بحالة حادة ومزمنة من عرق النسا، ويزعم أن سببها كان ما تعرض له من إصابات في خدمته العسكرية. عولج في بادئ الأمر بمسكنات ألم مثل عصير الهليون، لكن زاد الأطباء دواءه وأعطوه الأدوية المنومة. زاد اعتماده على المسكنات، وبالأخص المورفين والميثادون، وكان لهذا أثر سلبي على أدائه. تم اختياره في دور الوحش في فيلم يونيفرسال «فرانكشتاين يقابل الرجل الذئب» (1943). عاد لوغوسي لدور دراكولا مجددا ولآخر مرة في فيلم «أبوت وكوستيلو يقابلان فرانكشتاين» (1948). وبحلول هذه الفترة، كان تعاطي لوغوسي للمخدرات ظاهرا ونسي المنتجون أنه كان حيا، وقد كان من المقرر أن يلعب الممثل إيان كيث للدور.
كان فيلم “أبوت وكوستيلو يقابلان فرانكشتاين” آخر فيلم رئيسي لبيلا لوغوسي. وظهر لبقية حياته في أفلام مجهولة وقليلة التكلفة وبشكل متناقص. وبين عامي 1947 و1950، كان يؤدي في المسارح الصيفية، وأغلب عروضه كانت عن رواية دراكولا أو مسرحية زرنيخ ودانتيل قديم، وفي باقي السنة كان يظهر في عروض الرعب الجوالة أو على التلفزيون. وذهب إلى إنجلترا حيث مثل دور دراكولا في جولة لمدة ستة شهور في عام 1951، شارك بالتمثيل في فيلم كوميدي بسيط، "الأم رايلي تقابل مصاص الدماء" (معروف أيضا باسم "مصاص الدماء فوق لندن” و “ابني، مصاص الدماء”).
بعد عودته إلى أمريكا، ذكر لوغوسي في مقابلة على التلفزيون، عن طموحه للعب أدوار الكوميديا. سمع المنتج المستقل جاك برودر كلمته، واختاره في فيلم «بيلا لوغوسي يقابل غوريلا» بروكلن مع سامي بورتيو شبيه جيري لويس. وأتته فرصة أخرى في سبتمبر 1949 عندما دعاه ميلتون بيرلي للظهور في فقرة على مسرح تيكساكو ستار. حفظ لوغوسي نص الفقرة، لكنه ارتبك على الهواء عندما بدأ بيرل بالارتجال. وكان دوره التلفزيوني الوحيد في مسلسل المختارات Suspense في 11 أكتوبر 1949 في حلقة «برميل الأمونتيلادو».

### العمل مع إد وود

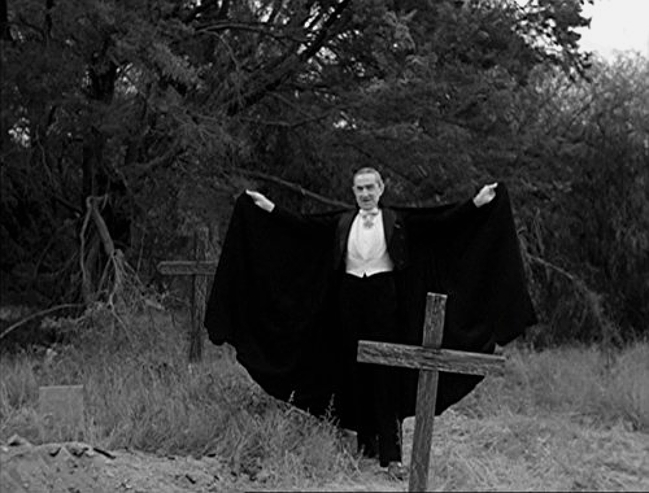
لوغوسي في الخطة 9 من الفضاء الخارجي، 1959 للمخرج إد وود

في وقت لاحق من حياته، عاد لوغوسي ليمثل في الأفلام عندما عثر عليه منتج الأفلام إد وود وهي يعيش تحت الفقر والنسيان، وكان وود من معجبي لوغوسي وعرض عليه أدوارا في أفلامه، مثل الراوي المجهول في فيلم غلين أو غليندا والعالم المجنون شبيه فرانكشتاين في عروس الوحش. بعد انتهائه من تصوير الأخير، قرر لوغوسي أن يعالج إدمانه على المخدرات، كما قيل أن العرض الافتتاحي للفيلم كان يهدف لمساعدة لوغوسي على دفع نفقات علاجه. ذكرت كيتي كيلي في سيرة فرانك سيناترا، أنه عندما سمع المغني عن مشاكل لوغوسي، ساعد بالنفقات وزاره في المستشفى. أعرب لوغوسي عن دهشته، فهو لم يكن حتى يعرف سيناترا.
ذكر لوغوسي في مقابلة مرتجلة عند خروجه من مركز المعالجة في 1955، أنه سيعمل على فيلم جديد مع وود، بعنوان الغول يذهب غربا. وكان هذا أحد عدة مشاريع اقترحها وود، ومنها الغول الشبح والدكتور أكولا. صور وود لقطات اختبارية بدون قصة، أحدها أمام بيت تور جونسون، وفي مقبرة حضرية، وأمام مسكن لوغوسي على طريق كارلتون. هذه اللقطات وضعت في فيلم الخطة 9 من الفضاء الخارجي، الذي صور بعد موت لوغوسي. قام وود بوضع توم ماسون كبديل عن لوغوسي في اللقطات الإضافية، وكان ماسون معالج زوجة وود. كان ماسون أطول وأنحف من لوغوسي، وكان يغطي نصف وجهه الأسفل بالرداء، كما فعل لوغوسي في فيلم آبوت وكوستيلو يقابلان فرانكشتاين.
بعد علاجه، مثل لوغوسي في فيلم واحد أخير، في أواخر العام 1955، بعنوان النوم الأسود، من إنتاج شركة بيل أير، وأصدر في صيف 1956 عبر يونايتد أرتيستس مع حملة ترويجية قام بها لوغوسي. لكن دوره في هذا الفيلم كان صامتا ودون حوار.

## الحياة الشخصية

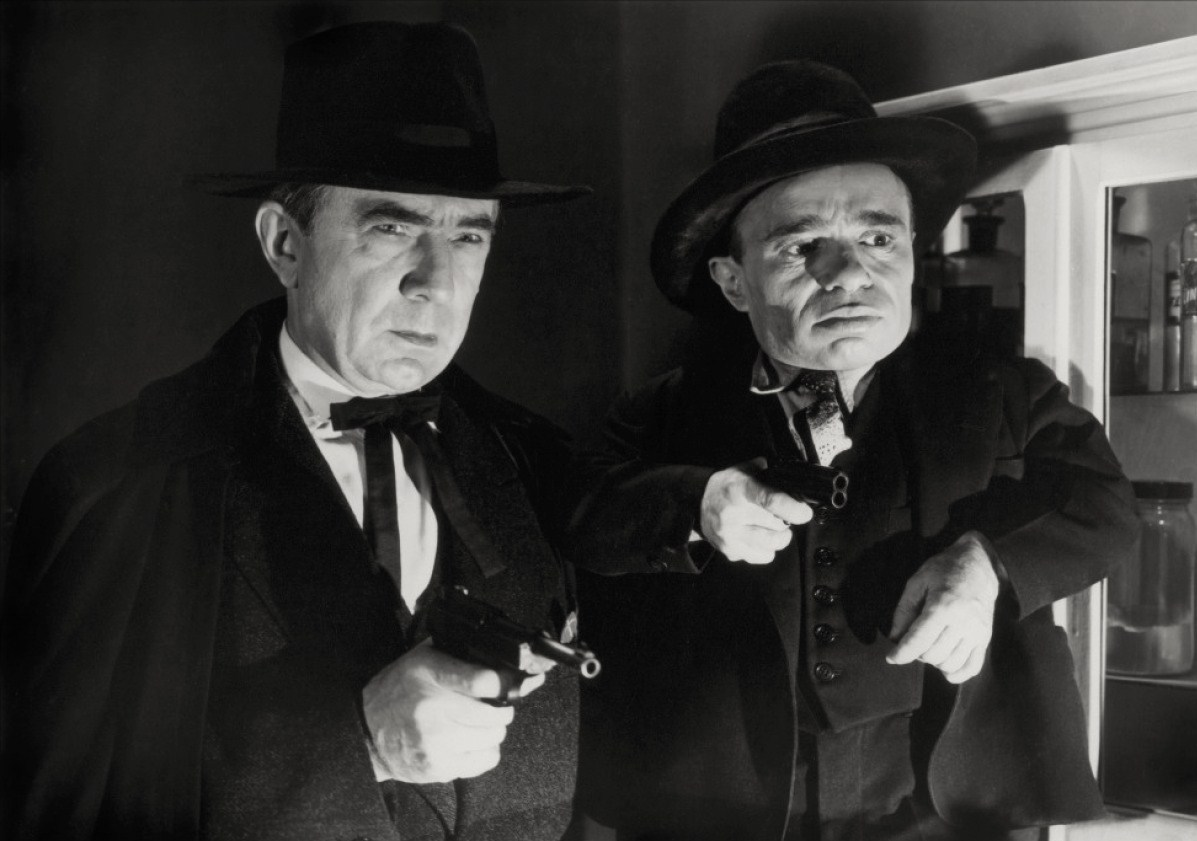
لوغوسي في فيلم خائف حتى الموت (1947)

في عام 1917، تزوج لوغوسي من إيلونا سميك، وتطلقا في عام 1920، ويعتقد أنا السبب كان خلافاته السياسية مع أبويها.
في 1929، أخذ لوغوسي مكانه في خانة المجتمع والفضائح في هوليود عندما تزوج الأرملة الثرية بياتريس ويكس من سان فرانسيسكو، لكنها رفعت دعوة للطلاق بعد أربعة شهر. وقالت ويكس أن الممثلة كلارا بوو كانت هي "المرأة الأخرى”.
في عام 1933 تزوج من ليليان أرش ذات التسعة عشر عاما، وهي ابنة مهاجرين مجريين. وأنجب منها طفلهما بيلا جورج لوغوسي في عام 1938.
عاش ليليان وبيلا، ومعه أمه، على ملكيته في تجمع سكني جنوب كاليفورنيا يدعى ليك إلزينور، على قطعتين بين عامي 1944 و1953. وكان بيلا لوغوسي الابن يدرس في مدرسة إلزينور البحرية والعسكرية في المنطقة. تطلقت ليليان من بيلا في عام 1953، ويعتقد أن السبب كان غيرة بيلا على ليليان لأنها كانت تعمل بدوام كامل كمساعدة للممثل بريان دونليفي في موقع تصوير المسلسل التلفزيوني “مهمات خطرة” — أما ليليان فقد تزوجت لاحقا من بريان دونليفي عام1966.
تزوج لوغوسي من زوجته الخامسة، هوب لينينغر، في عام 1955. وكانت من معجبيه، وكانت تكتب له الرسائل عندما كان في المستشفى يتعافى من إدمان الديميرول.

## وفاته

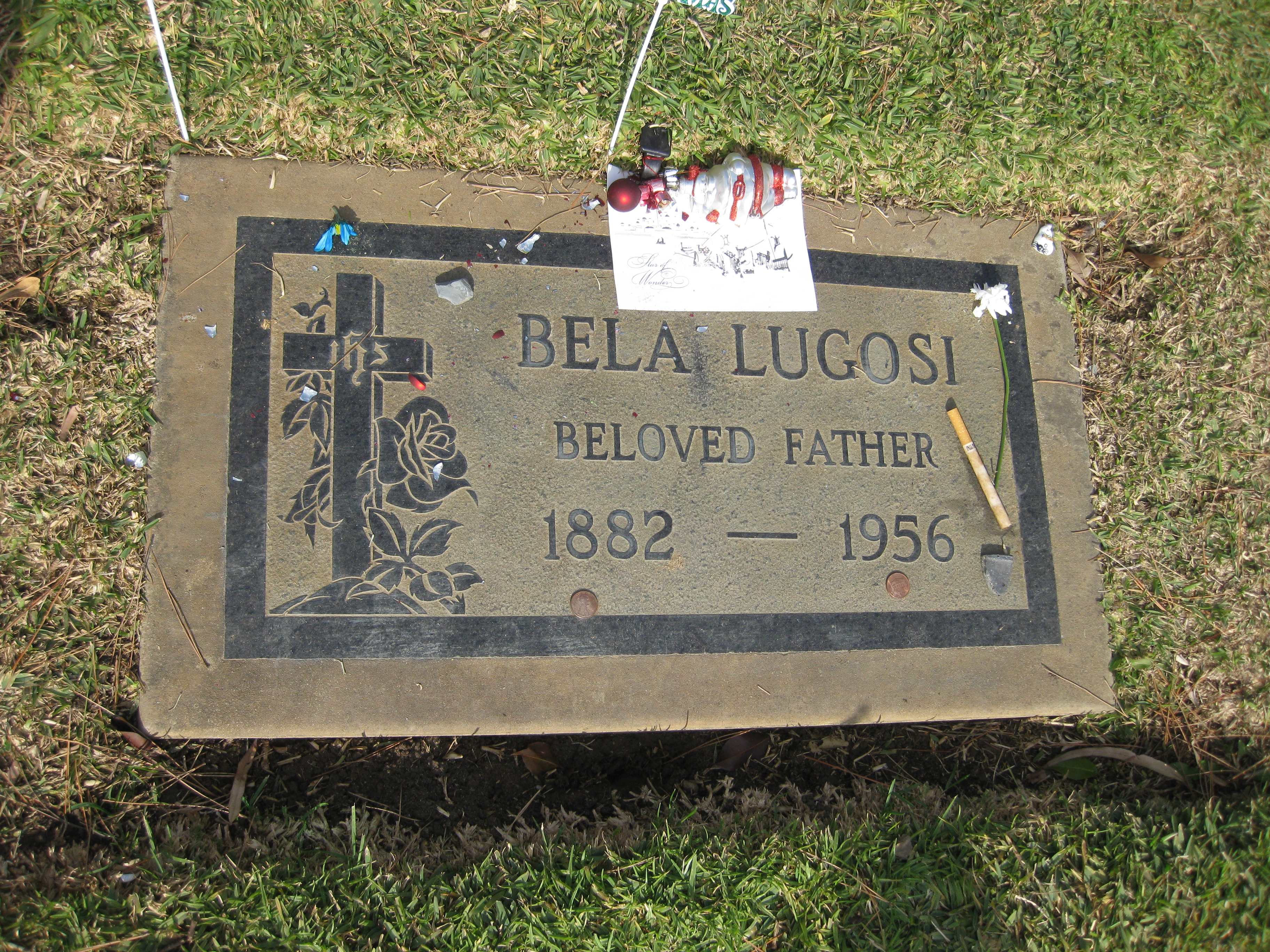
قبر لوغوسي في مقبرة هولي كروس في كولفر سيتي، كاليفورنيا

مات لوغوسي متأثرا بنوبة قلبية في 16 أغسطس 1956، عندما كان يستند على أريكة في بيته في لوس أنجلس. كان عمره 73 عاما. وسرت إشاعة أن لوغوسي وقت موته كان يمسك بمخطوطة فيلم يدعى الستارة الأخيرة، وهو مشروع فلم لإد وود، لكنها ليست صحيحة.
دفن لوغوسي بعد إلباسه أحد أردية دراكيولا، وذلك بطلب من ابنه وزوجته الرابعة، ودفن في مقبرة هولي كروس في كولفر سيتي، كاليفورنيا. وخلافا لما شاع، فلم يوصي لوغوسي بأن يدفن في عباءته؛ وأكد ابنه في مناسبات عديدة بأنه وأمه، ليليان، قاما بهذا لأنهما رأيا أن هذا ما كان يريده.

## الإرث
في عام 1979، صدر القرار في محاكمة لوغوسي ضد يونيفرسال بيكتشرز بمحكمة كاليفورنيا العليا بأن حقوق شخصية بيلا لوغوسي لا تنتقل إلى ورثته، كما في حقوق النشر. وأقرت المحكمة تحت قانون كاليفورنيا أن أي حقوق للدعاية والإعلان، بما في ذلك الحق على صورته، تنتهي بموت لوغوسي.

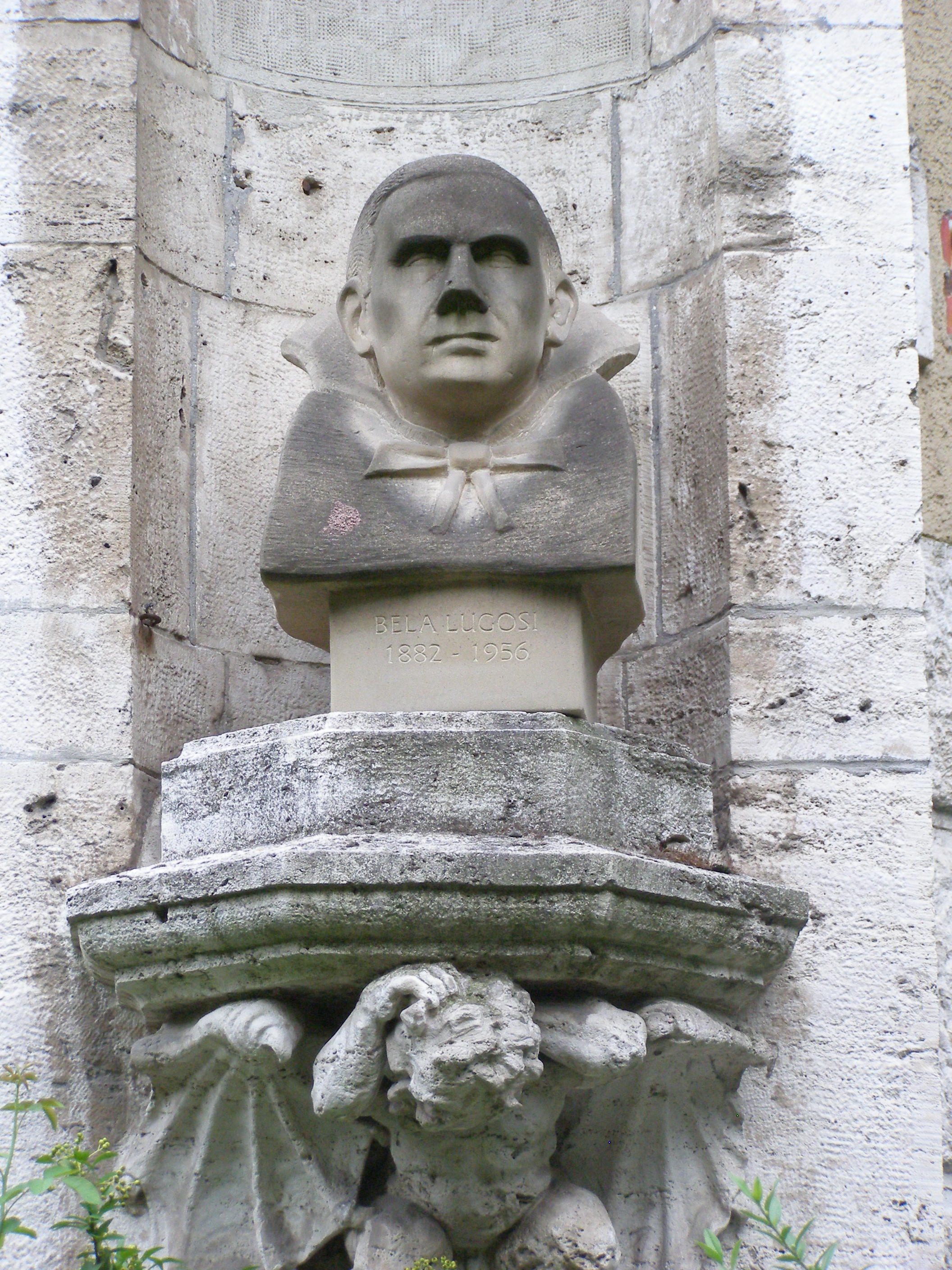
تمثال بيلا لوغوسي في أحد جوانب قلعة فايداهونياد في بودابست

في فيلم إد وود للمخرج تيم برتون، قام مارتن لانداو بلعب دور لوغوسي، وتلقى عليه جائزة الأوسكار عام 1994 لأفضل ممثل مساعد. وكما ذكر بيلا جورج لوغوسي (ابنه)، فوريست أكرمان، دولوريس فولر وريتشارد شيفيلد، فلم يتكلم لوغوسي بكلام بذيء أبدا، أو انه امتلك كلابا صغيرة، أو نام في التوابيت. حيث اختلق الفيلم الكثير حول الممثل المجري.
ظهرت ثلاثة أفلام لوغوسي على البرنامج التلفزيوني مسرح العلوم الغامضة 3000. "الجثة تختفي" في الحلقة 105، "سلسلة الشبح يزحف" خلال الموسم الثاني، و”عروس الوحش" من إنتاج إد وود الحلقة 423. في 2001، وعرض راديو بي بي سي 4 مسرحية بعنوان There Are Such Things من إنتاج ستيفن ماكنيكول ومارك مكدونيل. وتركز على لوغوسي وكفاحه للهروب من أدواره النمطية، وتلقت جائزة هاميلتون دين لأفضل تقديم درامي من جمعية دراكولا عام 2002. يعرض متحف الهجرة في جزيرة أليس في مدينة نيويورك، مسرحية من 30 دقيقة تركز على دخول لوغوسي غير الشرعي إلى البلاد ومجيئه بعد ذلك إلى جزيرة أليس ليدخل البلاد بشكل قانوني.
الرداء الذي لبسه لوغوسي في فيلم دراكيولا (1931) ما زال باقيا في ملكية يونيفرسال.
المسرحية “Lugosi - a vámpír árnyéka” (لوغوسي - ظل مصاص الدماء، بالمجرية) مستند على حياة لوغوسي، وتروي قصة حياته وكيف أصبح ملازما لدراكولا وكذلك إدمانه على المخدرات. ولعب دوره أحد أشهر ممثلي المجر وهو إيفان دارفاش.
كان بيلا لوغوسي عضو في نقابة ممثلي الشاشة الأمريكية.

## قراءات أخرى
- Bela Lugosi: Dreams and Nightmares by Gary D. Rhodes, with Richard Sheffield, (2007) Collectables/Alpha Video Publishers, ISBN 0-9773798-1-7 (hardcover)
- The Immortal Count: The Life and Films of Bela Lugosi by Arthur Lennig (2003), ISBN 0-8131-2273-2 (hardcover)
- Bela Lugosi (Midnight Marquee Actors Series) by Gary Svehla and Susan Svehla (1995) ISBN 1-887664-01-7 (paperback)
- Bela Lugosi: Master of the Macabre by Larry Edwards (1997), ISBN 1-881117-09-X (paperback)
- Films of Bela Lugosi by Richard Bojarski (1980) ISBN 0-8065-0716-0 (hardcover)
- Sinister Serials of Boris Karloff, Bela Lugosi and Lon Chaney, Jr. by Leonard J. Kohl (2000) ISBN 1-887664-31-9 (paperback)
- Vampire over London: Bela Lugosi in Britain by Frank J. Dello Stritto (2000) ISBN 0-9704269-0-9 (hardcover)
- Lugosi: The Man Behind the Cape by Robert Cremer (1976) ISBN 0-8092-8137-6 (hardcover)
- Bela Lugosi: Biografia di una metamorfosi by Edgardo Franzosini (1998) ISBN 88-459-1370-8

## وصلات خارجية
- الموقع الرسمي
- بيلا لوغوسي على موقع IMDb (الإنجليزية)
- بيلا لوغوسي على موقع الموسوعة البريطانية (الإنجليزية)
- بيلا لوغوسي على موقع روتن توميتوز (الإنجليزية)
- بيلا لوغوسي على موقع ألو سيني (الفرنسية)
- بيلا لوغوسي على موقع ميوزك برينز (الإنجليزية)
- بيلا لوغوسي على موقع أول موفي (الإنجليزية)
- بيلا لوغوسي على موقع قاعدة بيانات برودواي على الإنترنت (الإنجليزية)
- بيلا لوغوسي على موقع قاعدة بيانات الأفلام السويدية (السويدية)
- بيلا لوغوسي على موقع إن إن دي بي (الإنجليزية)
- بيلا لوغوسي على موقع قاعدة بيانات الفيلم (الإنجليزية)
- "Bela Lugosi". Legendary Stage and Screen Actor. فايند أغريف. January 01, 2001. اطلع عليه بتاريخ January 12, 2013. {{استشهاد ويب}}: تحقق من التاريخ في: |date= (مساعدة)